# 페테르바샤러구

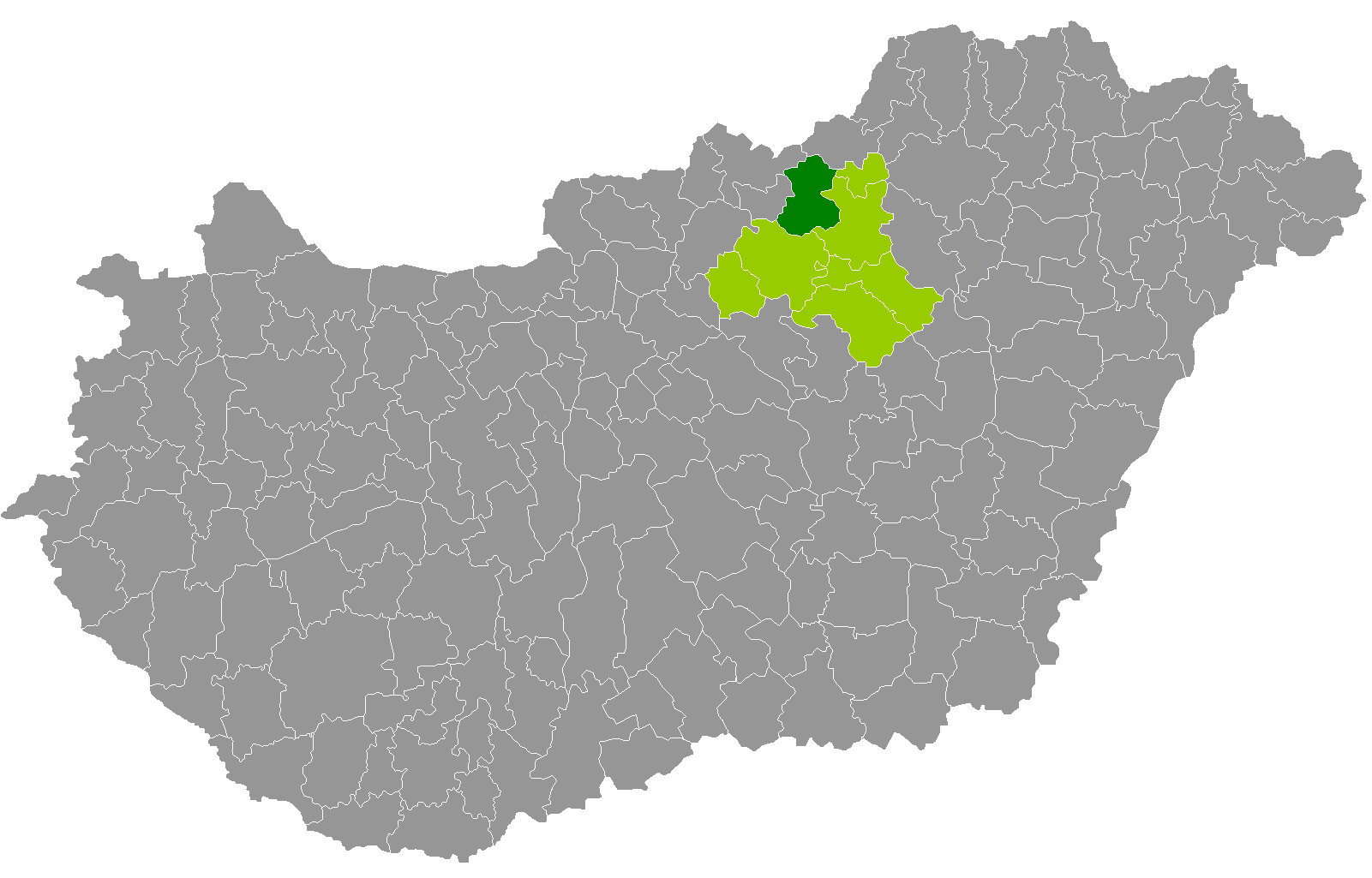
헤베시주 지도에 표시된 페테르바샤러구의 위치

페테르바샤러구(헝가리어: Pétervásárai járás)는 헝가리 헤베시주에 위치한 구로 구청 소재지는 페테르바샤러이며 면적은 475.07km2, 인구는 21,433명(2011년 기준), 인구 밀도는 45명/km2이다.
북쪽으로는 노그라드주 셜고터랸구, 보르쇼드어버우이젬플렌주 오즈드구, 동쪽으로는 벨러파트펄버구, 에게르구, 남쪽으로는 죈죄시구, 서쪽으로는 노그라드주 바토니테레네구와 접한다. 20개 지방 자치체(1개 시, 19개 마을)를 관할한다.

구 문장